# Metropol Parasol

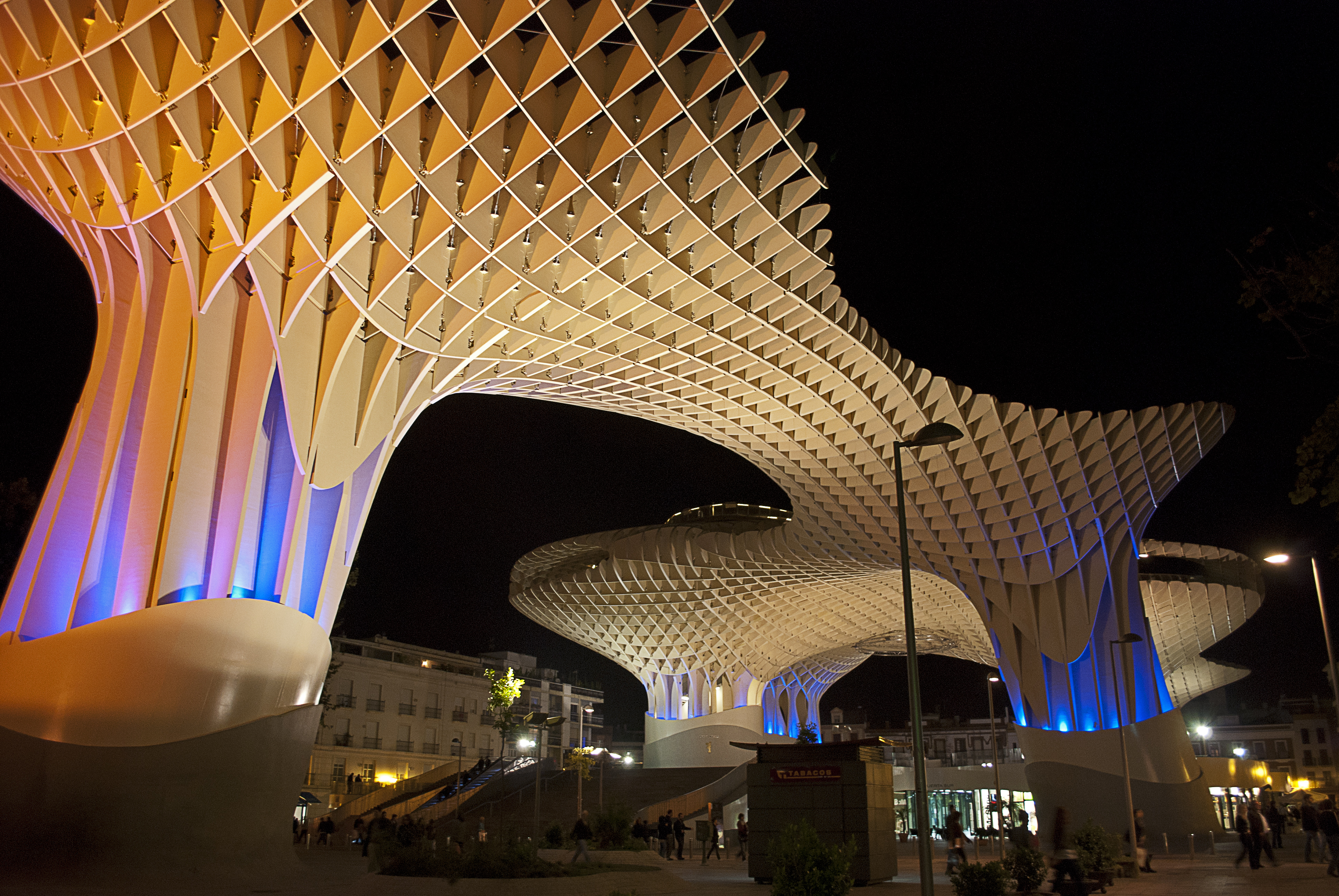
Metropol Parasol

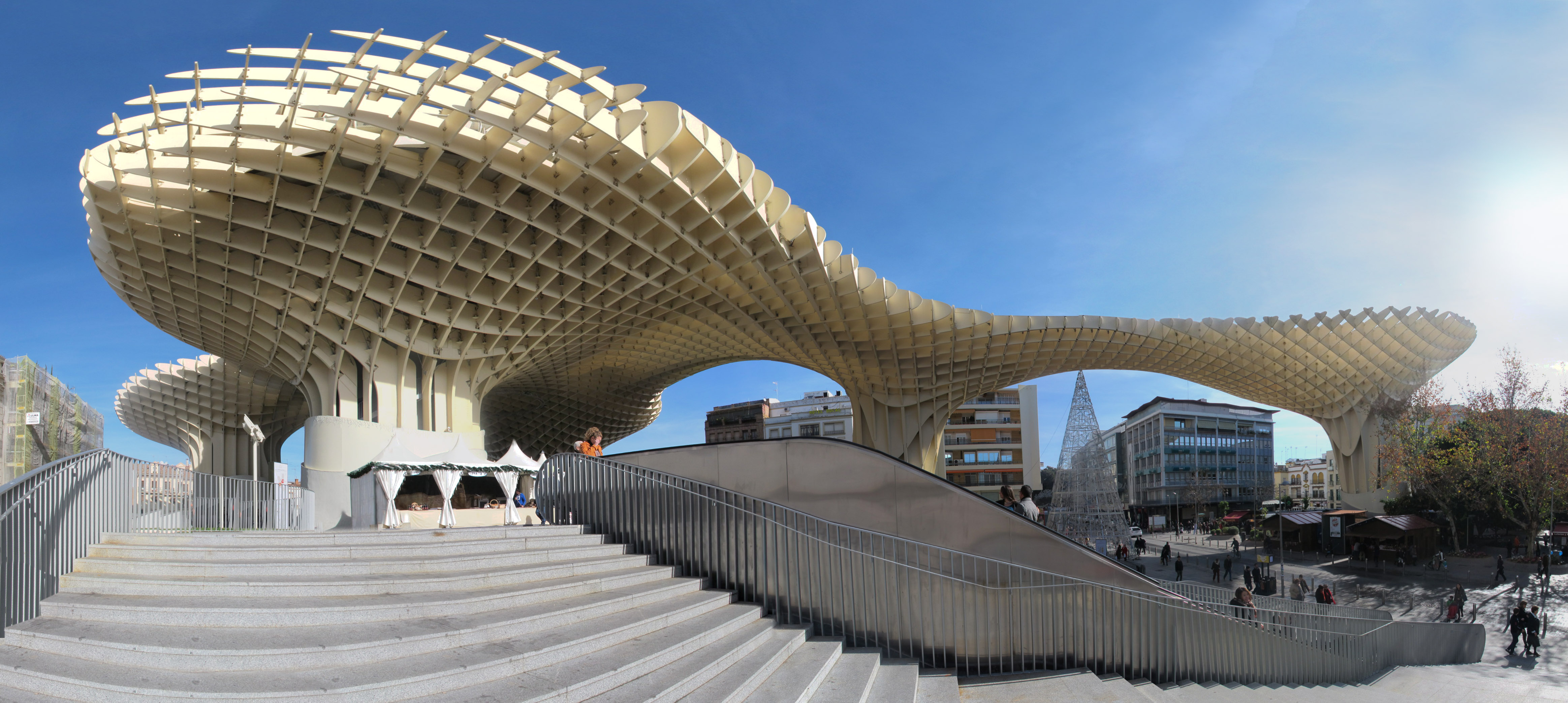
Blick auf den Metropol Parasol

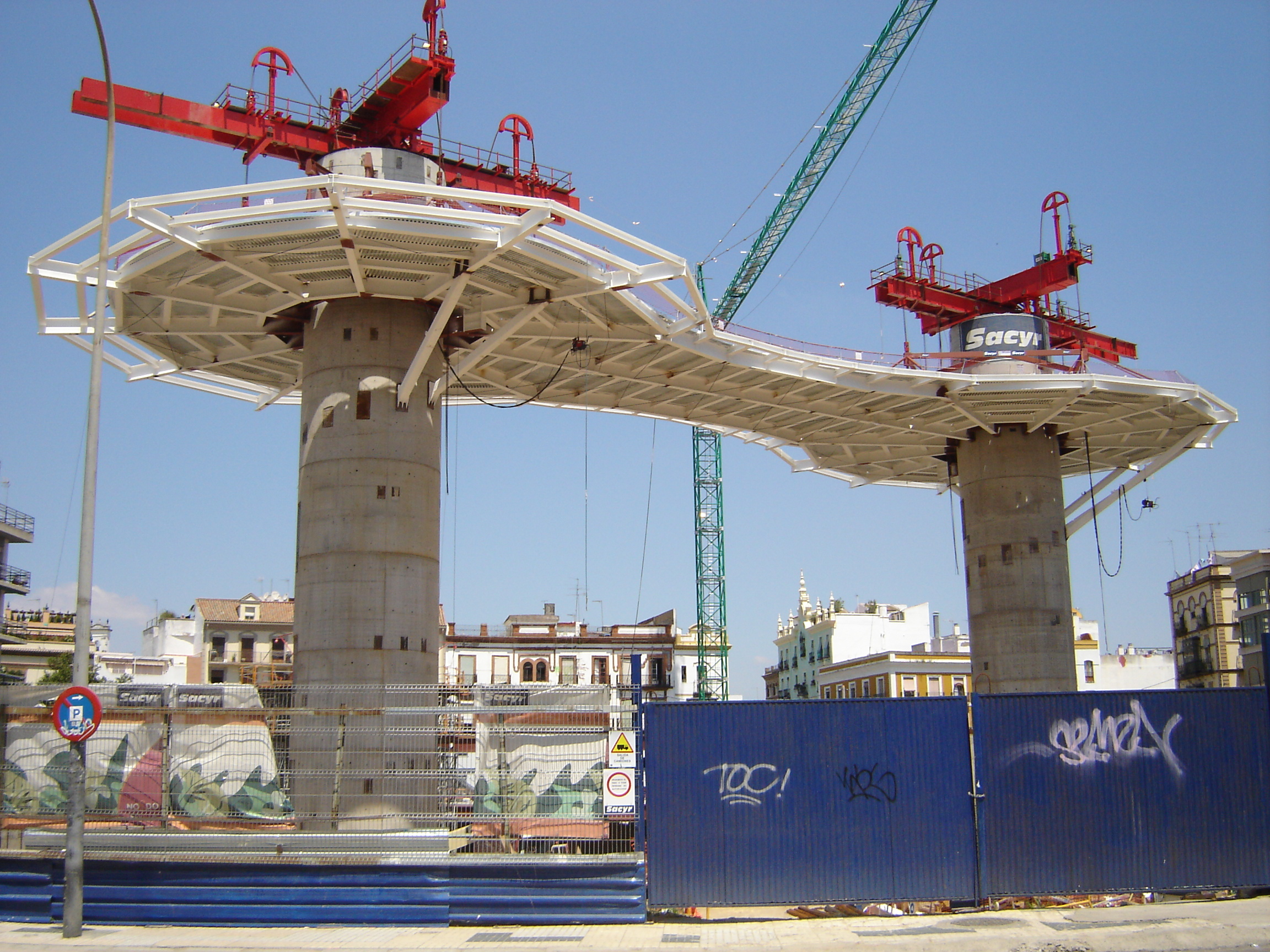
Der Metropol Parasol im Bau, 7. Mai 2007

Der Metropol Parasol ist eine Hybridkonstruktion aus Holz, Beton und Stahl in der Altstadt der spanischen Stadt Sevilla. Er wurde von 2004 bis April 2011 auf der Plaza de la Encarnación errichtet, an der Stelle einer früheren Markthalle aus dem Jahr 1842. Das Bauwerk mit organischen Strukturen wurde durch den deutschen Architekten Jürgen Mayer H. entworfen. Das neue Wahrzeichen von Sevilla hat eine Länge von 150 Metern, eine Breite von 70 Metern und eine Höhe von 26 Metern und gilt als größtes Holzbauwerk der Welt. In Sevilla wird die Konstruktion auch als Las Setas (übersetzt: Die Pilze) oder als Las Setas de la Encarnación bezeichnet. Sein Aussehen, der Standort, die Bauverzögerungen und Kostenüberschreitungen beim Bau führten zu öffentlichen Kontroversen.
Für das Design des Metropol Parasol erhielt der Architekt Mayer den Preis Best of the best 2012 des Red Dot Design Awards und das Bauwerk wurde für den Mies van der Rohe Award 2013 nominiert.

## Beschreibung
Die Konstruktion besteht aus sechs sonnenschirmartigen Strukturen mit pilzähnlicher Form, die stellenweise miteinander zu einem Sonnenschutz verbunden sind. Inspiriert wurde das Bauwerk durch die Säulen der Kathedrale von Sevilla und durch die Birkenfeigenbäume auf dem nahegelegenen Plaza del Cristo de Burgos.
Unter dem Metropol Parasol befinden sich Läden, ein Markt, Bars, Restaurants und ein archäologisches Museum, das Antiquarium, in dem sich Überreste aus römischer und maurischer Zeit befinden. Außerdem gibt das Bauwerk mit der erhöhten Plaza die Möglichkeit öffentliche Veranstaltungen unter freiem Himmel zu veranstalten. Auf dem Dach befinden sich Veranstaltungsräume sowie Stege, die einen freien Blick über die Stadt ermöglichen.
Für den Bau wurden 3500 Kubikmeter Furnierschichtholz und 700 Tonnen Stahl verwendet. Er besteht aus 3400 verschiedenen Bauteilen.

## Geschichte
Seit dem 19. Jahrhundert wurde in einer Markthalle auf dem Platz ein Markt abgehalten. 1948 wurde ein Teil, 1973 der restliche Teil der Markthalle abgerissen. Die Idee für eine Neugestaltung der Plaza de la Encarnación entstand bereits in den 1980er Jahren. Zunächst war der Bau eines Bürogebäudes mit Garagen geplant. Während der Bauarbeiten entdeckte man historische Ruinen und der Bau wurde gestoppt. 2004 rief die Stadt einen internationalen Wettbewerb zur Neugestaltung des Platzes aus. Von den 800 Teilnehmern gewann der Berliner Jürgen Mayer mit seinem Entwurf.

### Bau
Die Bauarbeiten begannen am 26. Juni 2005. Die Kosten wurden auf 50 Millionen Euro geschätzt und die Fertigstellung für Juni 2007 prognostiziert. Doch schon bald kam es zu Schwierigkeiten. Im Mai 2007 informierte das Ingenieurbüro Arup die Stadtverwaltung, dass die Umsetzung aus technischen Gründen nicht realisierbar sei. Daraufhin wurden Alternativen entwickelt. Schließlich wurde die Konstruktion 2009 verstärkt. Aufgrund der Verzögerungen erhöhten sich die Baukosten. Im April 2011 erfolgte die Fertigstellung.